# Murmanlegionen
Murmanlegionen var en truppavdelning, huvudsakligen sammansatt av medlemmar i det finska röda gardet som i början av 1918 bildats i Kandalaks vid Murmanbanan. 
Murmanlegionen stred först under Iivo Ahavas befäl mot de vita i Fjärrkarelen och anslöt sig den 7 juni 1918 som Finska legionen (styrka ca 900 man, 1919 ca 1.400) till de brittiska trupper som höll Murmanbanan besatt. Sedan England börjat dra bort sina trupper efter Tysklands kapitulation i världskriget, önskade flertalet medlemmar av Murmanlegionen återvända till Finland. Detta möjliggjordes efter att amnesti beviljats i september 1919; Finlands regering och den brittiska regeringen hade den 18 juli 1919 träffat en överenskommelse i saken.
En tid leddes legionen av Aarne Orjatsalo.
En mindre grupp f.d. legionärer dömdes dock till långvariga frihetsstraff.